# Fonderie typographique

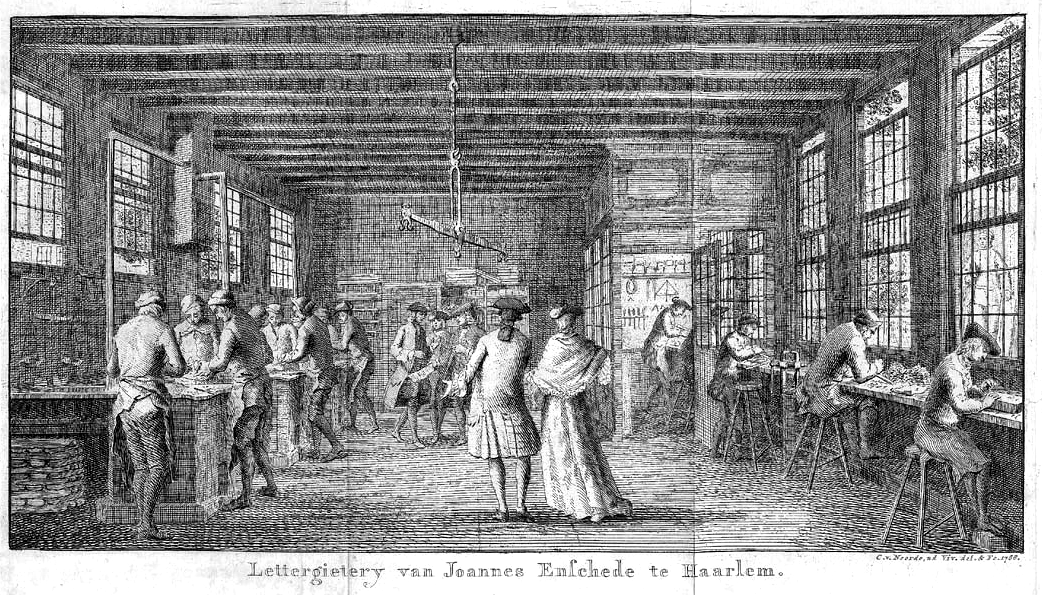
Fonderie de Johan Enschede à Haarlem, XVIIIe siècle s.

Une fonderie typographique est une entreprise qui réalise des polices de caractères pour l'imprimerie. À l'origine, entre les XVe et XXe siècles, il s'agit de concevoir et de fabriquer des caractères en relief, en plomb, pour la typographie.
Actuellement, les polices de caractères sont créées et éditées numériquement, et leur emploi s'étend à tous les domaines de la communication, imprimerie sur tous supports matériels mais aussi informatique, vidéo, etc.

## Histoire
Les caractères mobiles ont été utilisés pour la première fois en Chine pour imprimer des textes, mais ils étaient d'abord fabriqués en terre cuite. C'est en Corée, vers 1234, qu'apparaissent les caractères mobiles en métal : gravés en bois, les caractères sont pressés dans du sable, qui prend l'empreinte négative, et qui sert de moule dans lequel on verse du cuivre (ou d'autres métaux) en fusion. La diffusion en Corée en est favorisée par l'adoption d'un alphabet simplifié, réduit à 24 lettres (hangeul), mais les élites coréennes ont une réticence à s'éloigner du modèle chinois, et l'impression est réservée aux fonderies royales pour les documents officiels. En Extrême-Orient, l’impression est alors réalisée manuellement, en frottant la page sur les caractères encrés, et on ignore l’usage de la presse. Au début du XVe siècle, un procédé très proche de celui de Gutenberg est mis au point.
En Occident, c'est donc Johannes Gutenberg qui « invente » l'imprimerie dans son principe global : les caractères mobiles en alliage de plomb, d'antimoine et d'étain, l'encre adaptée à cette technique et la presse à imprimer, le tout constituant un ensemble cohérent. Orfèvre et métallurgiste, il est le premier fondeur de caractères occidental et il met au point (avec ses associés, comme Peter Schoeffer) ce qui constituera pour les siècles suivants la base même du travail, le moule à main et les techniques associées. Désireux de fournir un produit le plus proche possible du manuscrit, il adopte naturellement l'écriture en usage pour les manuscrits, une textura, créant des types non seulement pour les lettres, mais aussi pour les ligatures, signes et abréviations.
Les premiers fondeurs de caractères sont des orfèvres et des médailleurs, devenus imprimeurs : c’est le cas de Gutenberg, de Schoeffer, de Johann Fust, de Nicolas Jenson. Peter Schoeffer est considéré comme le premier qui ait pratiqué la gravure des poinçons en acier, la frappe des matrices en cuivre et inventé le moule à main. 
Par la suite, chaque imprimeur est souvent son propre fondeur de caractères, et chacun apporte ses propres contributions qui constituent peu à peu la typographie, avec ses principes et ses règles. Les différents types de caractères portent souvent le nom de leurs créateurs, qui sont pour la plupart des imprimeurs.
Avec le développement de l'imprimerie, les métiers se spécialisent. Des imprimeurs qui produisent des caractères se mettent à les revendre à d'autres, et finissent par se spécialiser dans cette activité : c'est la naissance des fonderies typographiques. Parmi l'extrême spécialisation de certains ateliers, on peut citer l'exemple de la prestigieuse fonderie française Deberny et Peignot, issue d'une fonderie de blancs, c'est-à-dire d'espaces typographiques.
En Angleterre, John Fell ouvre la première fonderie à Oxford, en 1467.
La première fonderie française, au sens d’une entreprise commercialisant ses productions, fut celle de Claude Garamont, qui commença à graver ses premiers caractères connus en 1530. Acquise par Guillaume I Le Bé, en 1561, elle resta dans sa famille jusqu’en 1730.

## Technique

### Création de la lettre
Le but de Gutenberg et de ses suiveurs est d’imiter au plus près l’écriture manuscrite des copistes, à savoir, à l’époque, une textura compacte, avec l’ensemble des ligatures et des signes abréviatifs alors en usage. Peu à peu, le livre imprimé est acquis comme un objet spécifique qui n’a plus à se réclamer du manuscrit. Le papier est facile à fabriquer et ne justifie plus les sévères économies d’espace (écriture étroite et multiples abréviations) que nécessitait le coûteux parchemin. Dès lors, on se tourne vers des écritures plus proches des modèles antiques que l’humanisme de la Renaissance remet au goût du jour. On en vient à créer des caractères dont le dessin ne doit plus rien (ou du moins, d’assez loin) à l’outil d’écriture manuscrite.

### Poinçons et matrices

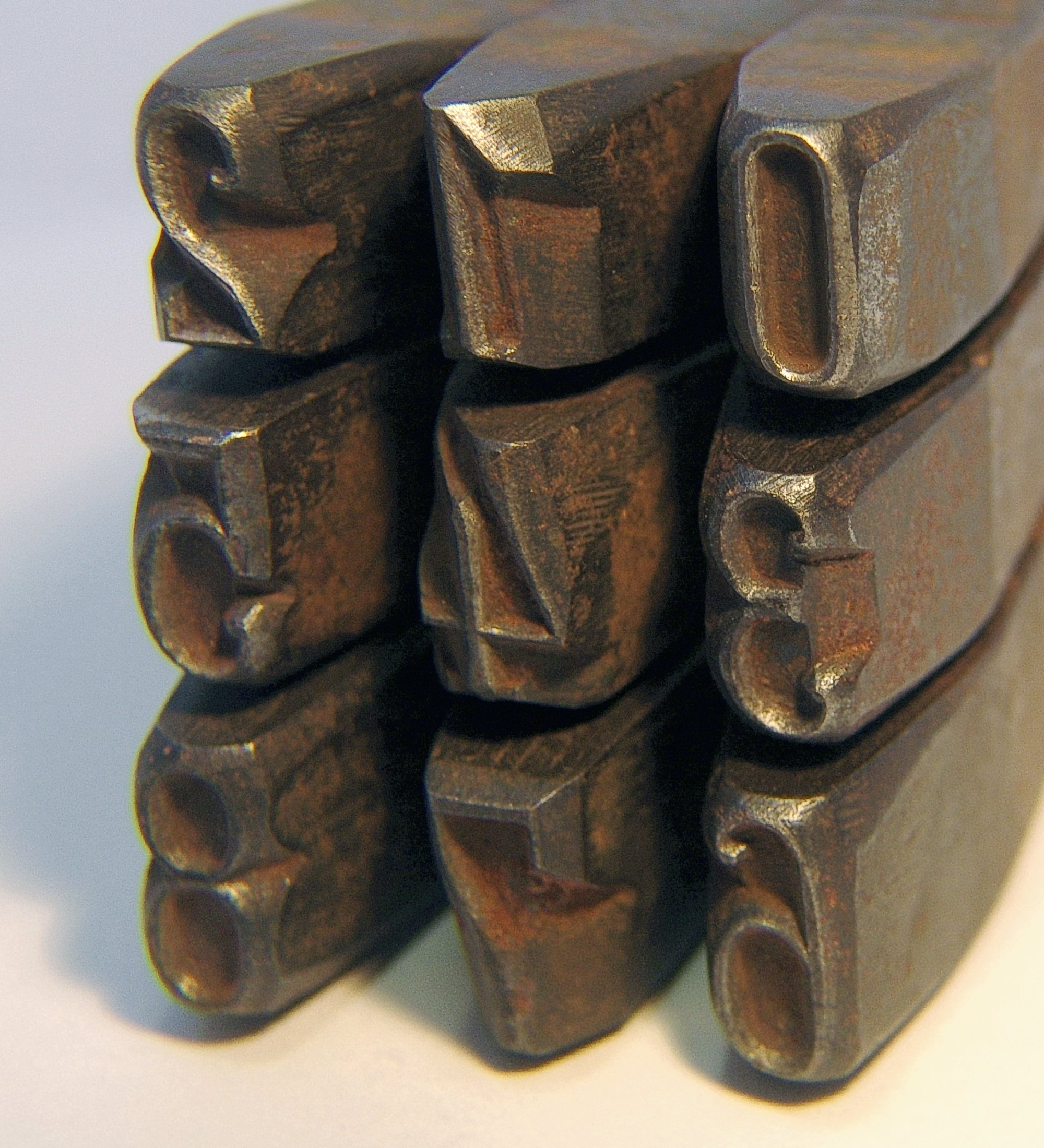
Jeu de poinçons de chiffres (le 6 sert également pour le 9).

Le graveur de caractères procède par étapes successives, en commençant par des contrepoinçons en acier, qui sont frappés de manière à laisser leur empreinte sur les poinçons, eux-mêmes toujours en acier trempé. Les contrepoinçons servent à évider les parties ouvertes des lettres, comme le blanc intérieur d’un « o », celui des lettres « p », « b », « d », « q », l’espace entre les jambages d’un « m », etc. ; parties qui seraient autrement difficiles à évider dans le métal, surtout dans les petits corps. Les poinçons définitifs, représentant la totalité des caractères d'une fonte, en relief et dans le sens de lecture normale, constituent l'essentiel de cette fonte et sont donc jalousement conservés.
Le poinçon sert à imprimer en creux le dessin de la lettre dans une plaque de cuivre, la matrice, qui sera le moule du caractère. La matrice est introduite dans un moule à main. L’ensemble de ce travail est détaillé par Fournier dans son Manuel de typographie.

### Fonte

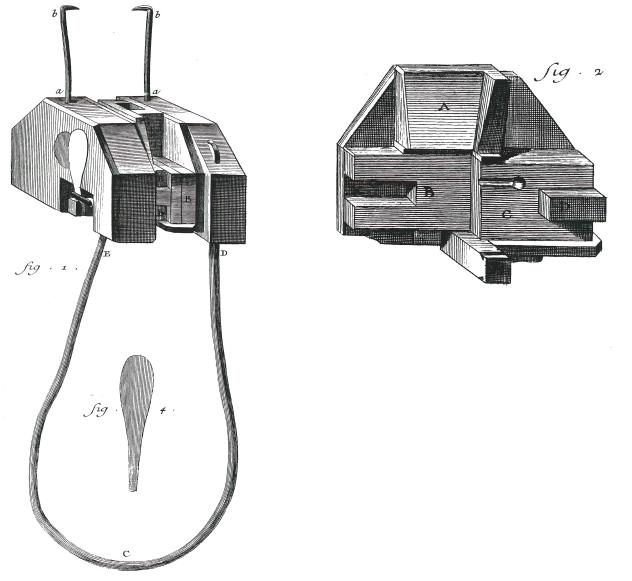
Moule à main.

#### Moule à main
Le moule est composé de différentes parties qui s’assemblent et qu’un archet, un ressort en fer à cheval, maintient. La matrice est positionnée dans le moule. L’ouvrier verse le plomb fondu (qu’il puise dans une « cuillier » en fer, posée sur un fourneau) avec une petite cuiller, dans le moule qu’il tient de la main gauche. Ce geste nécessite un « coup de main » particulier pour que le plomb atteigne bien le fond de la matrice avant de se figer rapidement. Le caractère moulé est déposé, et l’opération se répète « jusqu’à deux et trois mille fois par jour ».
Il faut ensuite affiner le caractère en cassant le « jet », petite tige qui résulte de la fonte, puis limer les parties qui le nécessitent et découper les lettres qui ont un crénage (ce qui est le cas pour presque tous les italiques).

#### Fondeuse de caractères

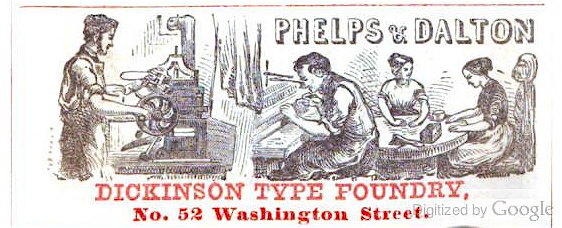
Vignette de la fonderie Phelps & Danton, Boston Almanac, 1853. À gauche, un ouvrier utilisant une fondeuse, probablement une Bruce.

La mécanisation de la fonte des caractères commence dès la fin du XVIIIe siècle (White & Wing, 1794). En 1827, l’Américain David Bruce Jr (1801-1892), lui-même fondeur, dessinateur de caractères et graveur de poinçons, invente sa première machine, la Pivotal Typecaster, dont les brevets s'échelonnent entre 1838 et 1845. La Pivotal Typecaster utilise une pompe pour injecter le métal dans le moule et permet de fondre facilement des grands corps. Elle sera utilisée jusqu’au début du XXe siècle.
Elle sera suivie par beaucoup d’autres, surtout au moment où on se préoccupe de mettre au point des machines à composer : le point faible de ces machines réside dans la distribution, c’est-à-dire la remise des caractères utilisés dans leurs casses ou emplacements respectifs. On tourne la difficulté en fournissant à chaque composition des caractères nouveaux, fondus avec une machine : c’est le cas de la machine — probablement jamais opérationnelle —, du Dr William Church (1822), qui comprend une fondeuse, une composeuse et une presse à platine.
L’aboutissement logique de ce processus est la Linotype, machine unique qui compose des lignes de matrices et fond une ligne complète de caractères, ou la Monotype qui fond des caractères séparés et les assemble.
Vers la fin du siècle apparaissent de nouvelles fondeuses : celle de Barth fournit des caractères pratiquement prêts à l’usage. La machine de Thomson peut utiliser toutes sortes de matrices, y compris celles de Linotype ou de Monotype. Avec le XXe siècle arrive la Nuerenberg-Rettig, ou Universal Typecaster, une machine de type « pivotal » bénéficiant de toutes les expériences passées ; elle est actionnée par un moteur électrique et le creuset où fond le métal est alimenté au gaz.
L’évolution technique a pour effet de faire disparaître la plupart des fonderies, seules les plus puissantes subsistent, par le jeu des fusions et des acquisitions. Certaines grandes fonderies se reconvertissent dans la fabrication de machines à fondre, telle la fonderie Nebiolo.

### Cas particulier: caractères en bois

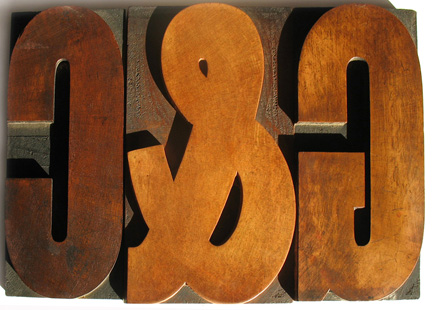
Caractères en bois de grande taille.

Pour les très grands corps destinés aux affiches, l’usage de caractères en plomb devient difficile à produire et à gérer : les matrices ne peuvent plus être frappées dans de l'acier, il faut les graver ou les mouler dans un alliage de cuivre. C’est pourquoi à partir du milieu du XIXe siècle on utilise des caractères en bois, dits « bois d’affiche », donc taillés et non fondus. Ils sont taillés dans des bois durs, comme le buis ou les arbres fruitiers. La plupart des vignettes décoratives, culs-de-lampe et les filets de grande taille étaient en bois (Pierre-Simon Fournier avait d’ailleurs débuté comme graveur de vignettes sur bois).
Les ateliers de gravure de caractères et de vignettes étaient généralement des entreprises indépendantes, situées dans des zones où l’approvisionnement était facile et les pratiques de travail du bois traditionnellement implantées.

### Catalogues de fonderies

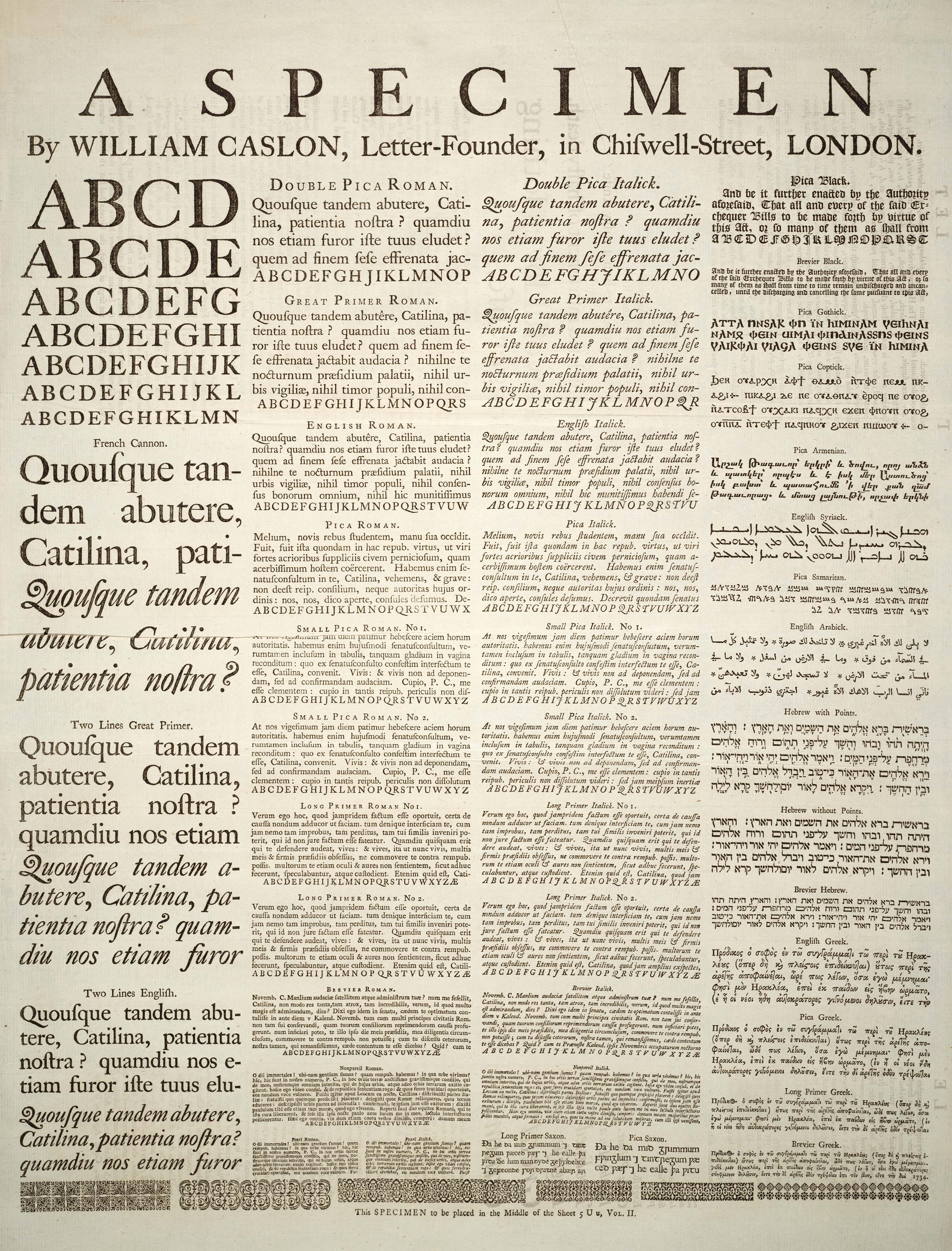
Page spécimen de la fonderie Caslon.

Les fonderies éditaient régulièrement des catalogues ou des spécimens, destinés à montrer à leurs acheteurs potentiels l’ensemble de leur production, déclinée dans toutes les fontes. Les catalogues de fondeurs sont souvent recherchés en tant que documents historiques et artistiques, car leur réalisation était particulièrement soignée. Les catalogues ont été utilisés jusqu’à l’avènement de l’informatique car, même avec la photocomposition, la mise en page doit être calculée « manuellement » à partir des exemples (longueur d’un texte donné en fonction de la police, du corps, de l’interlignage, etc.).

## Fonderies numériques
Avec la disparition progressive de la typographie en plomb, les fonderies ont soit cessé d’exister, soit se sont reconverties dans la photocomposition, puis dans la création numérique. L’essentiel du travail est effectué par le créateur de caractères (avec ou sans une équipe restreinte de collaborateurs) qui doit maîtriser l’usage des différents logiciels. La fonderie, qui a conservé ce nom bien qu’on n’y fonde plus, est donc une entreprise commerciale chargée de la diffusion et de la vente des polices sur un espace désormais international.

### Principales fonderies numériques
- Adobe
- Linotype Library (1998)
- Agfa-Monotype ITC (2000)
- Bitstream
- FontFont, Berlin (1989)
- FontShop, Berlin
- Production Type, Jean-Baptiste Levée, France
- Typofonderie, Jean François Porchez, France

## Grandes fonderies typographiques

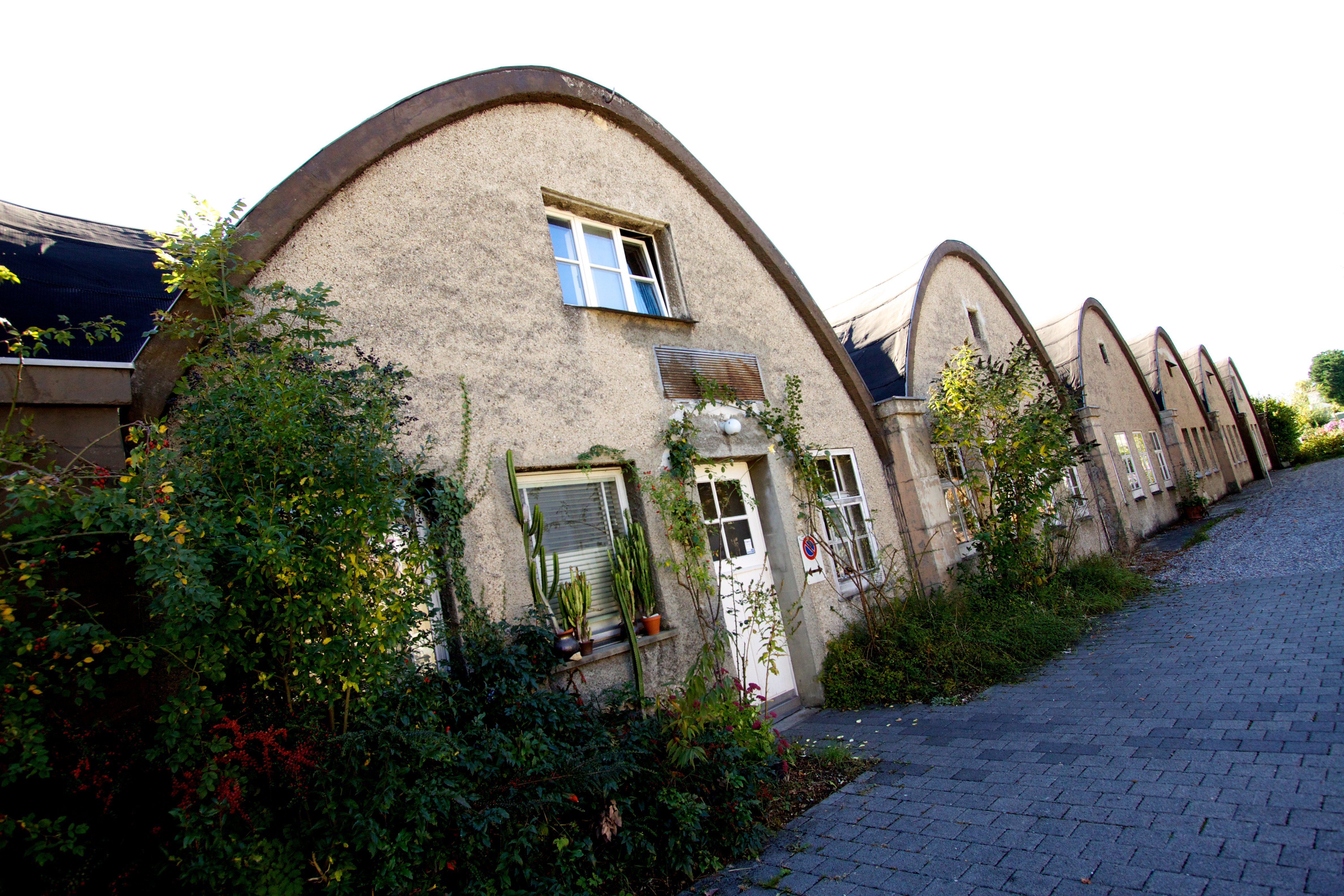
Bâtiments de la fonderie Haas, à Münchenstein (Suisse).

### Allemagne
- Justus Erich Walbaum, Weimar (début XIXe siècle)
- Stempel, Francfort (1895), fournisseur des matrices de Linotype en Allemagne
- H. Berthold AG, Berlin
- Bauersche Gießerei, Francfort

### Belgique
- Hendrik van den Keere, Gand (1540-1580)[4]
- Aimé (Ameet) Tavernier, Anvers (1525-1570)[5]
- Fonderie Vanderborght, Bruxelles (1836), à partir de 1901: Vanderborght & Dumont

### États-Unis
- American Type Founders (ATF)

### France
- Claude Garamont
- Pierre-Simon Fournier
- Deberny et Peignot
- Fonderie Olive
- Production Type, par Jean-Baptiste Levée (date de création : 2014)
- Typofonderie, par Jean François Porchez (date de création : 1994)

### Italie
- Giambattista Bodoni
- Nebiolo, Turin

### Pays-Bas
- Johan Enschedé
- Lettergieterij Amsterdam, voorheen N. Tetterode

### Royaume-Uni
- Stephenson Blake
- John Baskerville
- William Caslon

### Suisse
- Haas